# 未來狂想曲
《未來狂想曲》（英語：The Future is Wild）是一部由英國廣播公司製作的13集伪生態紀錄片電視節目。劇情以數位科學家推測「人類離開地球後，未來地球的生命將如何演化」這個問題為探討。在美國探索頻道播出的版本則改為「未來人類放棄地球，在外太空另闢生存據點，並發出探測器觀察地球上的生命進展」為假設。該節目以自然紀錄片的形式播放，實際上是由動畫技術製成，於2002年6月25日停播。

## 內容
本節目將未來的地球環境分為500萬年後、1億年後、2億年後3個時期，每一時期介紹4個生態系，與生存於該環境中的猜想生物。

### 五百萬年後
此時的地球正處於每10萬年为一週期的冰河時代。人類已經離開地球，從巴黎北部到布宜諾斯艾利斯，地表大部分的淡水都被封鎖在巨大的冰層下。 在冰封大陸的邊緣，生物適應了寒冷惡劣的冬天。在熱帶地區，雨林則幾乎完全消失，被乾燥的大草原所取代。火山爆發的突然增加將溫室氣體排放到大氣中，行星開始變暖，融化的冰層造成大規模的破壞性洪水。

#### 北歐冰原
整个斯堪的纳维亚半岛都被冰丘所覆盖，而其余的北欧地区大多数都变成了辽阔的冻原。一年中的绝大部分时间都是气候异常恶劣的冬季，阳光明媚的夏季转瞬即逝，只留下匆匆的脚步。
- 雪原秘獸(Snowstalker)

由現存的貂熊演化而成。大型的掠食性哺乳類，全身批蓋厚重的雪白毛皮，擁有銳利修長的犬齒，以棉毛巨鼠為食。
- 棉毛巨鼠(Shagrat)

由現存的土撥鼠演化而成。在苔原上遷移尋覓食草的群居型巨大囓齒目動物。
- 鰹鯨鳥(Gannetwhale)

由現存的北方塘鵝演化而成。巨大的群居型鳥類，身形類似海豹，善於泅泳，無飛行能力，能從嘴裡吐出具腐蝕性的食糜以擊退掠食者。

#### 地中海盆地
向北漂移的非洲大陆与欧洲融为了一体，直布罗陀海峡就此封闭，而地中海因冰河期的雨量匮乏而变得干涸。在盆地的最深处，坐落着一个含盐量极高的礁湖，一望无边的盐碱滩的边缘，以及曾是度假胜地的克利特岛和塞浦路斯岛上，地表已渐渐从白色变成了灰色。这里成了喀斯特岩溶区，深不见底的岩溶沟将其与周围隔绝。與地質學事件上曾經發生的墨西拿鹽度危機類似。
- 隱色蜥蜴(Cryptile)

由現存的蜥蜴演化而成。以後足在鹽漠上高速疾走，捕食鹽蠅。脖子上的傘狀皮膜具有黏性，兼具捕食與求偶的功能。
- 史考法豬(Scrofa)

由現存的野豬演化而成。體型嬌小，腿及嘴比祖先更加修長，以便在充滿岩溝的喀斯特地形上行走覓食。
- 葛萊肯貂(Gryken)

由現存的松貂演化而成。身形細長，在岩溝中來去自如，伏擊幼小的史考法豬。

#### 亞馬遜草原
全球性的气温下降和气候干燥，对亚马逊盆地造成了巨大的影响。昔日繁茂的热带雨林，如今已萎缩，仅沿着亚马逊河呈带状分布，大部分地区都已变成干旱的稀树大草原。干旱，意味着经常会发生林火，并且能以极快的速度蔓延到整个草原。然而这里的生命早已进化出独特的本领，足以适应草原环境，甚至能抵御林火的侵袭。
- 狒禿猴(Babookari)

由現存的禿猴屬演化而成。群居型動物，具有足以製作工具的智力，在草原上以高翹的尾巴聯絡同伴。
- 獵猴鳥(Carakiller)

由現存的山巨隼演化而成。身高2公尺的巨型掠食性鳥類，無飛行能力，擅長利用野火團體狩獵，是狒禿猴的天敵。
- 草原鱗鼠(Rattleback)

由現存的刺豚鼠屬演化而成。小型囓齒目動物，喜食獵猴鳥蛋。身披堅硬鱗甲，可抵禦獵猴鳥的嘴喙及林火的高溫。

#### 堪薩斯冷漠
昔日豐饒的北美洲变成了一片干旱荒芜的沙漠。放眼望去，只剩下绵延2400公里的黄沙和岩石。这里一年到头都刮着寒冷而强劲的北风，不时掀起阵阵可怕沙尘暴。
- 死神蝙蝠(Deathgleaner)

由現存的美洲假吸血蝠演化而成。巨型的日行性肉食蝙蝠，史賓雉的天敵。
- 史賓雉(Spink)

由現存的齒鶉科演化而成。群居性穴居鳥類，只有雉后具繁殖能力。形似鼴鼠，視力退化，無飛行能力。靠多變化的鳴叫聲聯絡同伴，以演變為挖掘肢的翅膀在地底挖絕四通八達的隧道。
- 沙漠鱗鼠(Rattleback)

草原鱗鼠的近親，為了適應寒冷的沙漠氣候，演化出較小的口、鼻、耳與較大的體型以儲存體內熱量。

### 一億年後
製造溫室氣體的火山使地球變的悶熱潮濕。雨林覆蓋陸地，大氣富含二氧化碳和氧氣。為了適應濕熱的氣候，昆蟲變得巨大，翼展足以公尺計算，世界最大的生物在地表行走。地殼下的活動總是劇烈的，火山運動始終頻繁；如今，巨大的火山爆發將為地球帶來使上最大的浩劫。大部分的生命消失殆盡，使世界變得荒蕪空虛，然而依然有生命茁壯了起來。

#### 孟加拉沼澤
一亿年后孟加拉湾已经变成一个巨大的近海沼泽。近海沼泽方圆数千公里的范围里孕育出了独特的生态系统，它们显示出各种各样的适应和进化关系。这里毗邻赤道，周围有群山环绕，因此气候相当炎热。充沛的雨量使得这里异常潮湿。富含养料的沉积物不断堆积，令这片沼泽肥沃而富饶，但与此同时，也使这片水域暗不透光。
- 沼澤章魚(Swampus)

半陸生，鹹淡水兩棲的章魚。其中四肢觸手演化為可在陸地上移動的斧足。與現存的藍圈章魚屬一樣具有劇毒，足以殺死小巨龜。
- 巨龜(Toraton)

由現存的陸龜演化而成。陸地上存在過最巨大的生物，成年巨龜可達120頓。
- 放電魚(Lurkfish)

由現存的魚類演化而成。身長可達四公尺的巨大掠食者，可放出1000伏特的電流，是沼澤章魚的天敵。
- 百合植物(Nursery Vase)

由現存的鳳梨演化而成。沼澤植物，將新鮮的水流聚集在葉間，為沼澤章魚提供孵卵的溫床，沼澤章魚則負責驅散以其為食的巨龜，兩者之間行互利共生關係。

#### 浅海
海平面上升近100米，淹没了地势代低洼的地区，一望无际的浅海覆盖了大部分的陆地。阳光能直接射到海床，从而造就了丰富而活跃的生态系统。虽然和人类时代的珊瑚礁非常相象，但生活在这些生态系统里的都是一些庞然大物。充满阳光和养料的水域为红藻进化成全新的礁石生态系统提供了理想的条件。海洋植物第一次开始利用动物来帮助它们繁衍后代，如同数百万年来鲜花与昆虫之间的关系。
- 幽靈水母(Ocean Phantom)

由現存的僧帽水母演化而成。由數個個體分化、集結而成的巨大生命體，漂浮於淺海，以巨大的帆控制漂流方向。
獵捕水面下的生物，同時與背上的紅藻共生行光合作用。
- 藻蛞蝓(Reef Glider)

由現存的裸腮類生物演化而成。體型如海豹般大小的海蛞蝓，幼體時期是幽靈水母的主要獵物，成體卻以幽靈水母的身體組織為食。
- 細腿海蛛(Spindle Trooper)

寄居在幽靈水母刺絲胞內的巨型海蜘蛛，靠幽靈水母吃剩的食物殘渣為食，並為幽靈水母驅散藻蛞蝓，兩者之間行互利共生關係。

#### 南極森林
曾经荒无人烟、似乎毫无生命迹象的南极洲大陆，在板塊构造运动的推动下，一直向北漂移，漂到了温暖的水域。南极洲的北部地区如已是茂密的热带雨林，其规模和密度丝毫不亚于人类时代的亚马逊河流域。但此居住的是一批全新的动植物。
- 隼蠅(Falconfly)

由現存的沙蜂演化而成。濕熱且含氧量高的環境使隼蠅演化出有如紅隼般大小的體型，以高超的飛行技巧與銳利的捕食足獵殺雨林中的鳥類。
- 砲台鳥(Roachcutter)

由現存的鸌形目海燕科鳥類演化而成的振翅鳥類。大小如同麻雀，具有狹窄的翅膀與突出的鼻孔，在茂密的森林中穿梭自如。以獵捕小型昆蟲為生。
- 噴火鳥(Spitfire Bird)

振翅鳥類，翅膀具鮮紅色圖案。將兩種噴火花花粉中的化學物質儲存在嗉囊中，混和後產生高溫化學反應噴出作為防衛武器。
- 擬噴火鳥(False Spitfire Bird)

無害的振翅鳥類，使用貝氏擬態偽裝成具危險性的噴火鳥以欺騙掠食者。
- 噴火甲蟲(Spitfire Beetle)

掠食性昆蟲，終生以四隻為一組生活。利用群體擬態偽裝成噴火花，伺機捕食被吸引而來的噴火鳥。
- 噴火樹(Spitfire Tree)

開花木本植物，花粉是噴火鳥禦敵用化學物質的原料，雄蕊和雌蕊各帶有不同的化學物質，藉由吸引噴火鳥兩種補充化學物質時授粉。

#### 大高原
澳洲北移，与亚洲和北美洲合为一体。大陆之间的陆地受到挤压，随后隆起，形成巨大的山脉。新的山脉甚至超越了喜马拉雅山。在海拔九千多米的高原上，空气稀薄，气候恶劣，但仍然有着四季分明的的变化。此时此刻，火山活动越来越频繁，最终导致全球性的灾难——又一次大灭绝。
- 藍追風鳥(Great Blue Windrunner)

由現存的鸛演化而成。生活於高原地帶的巨型鳥類，翼展可達3公尺；除前翼外，後肢也演化出飛行羽，以增加上升氣流；藍色的羽毛可反射高原強烈的紫外線。
- 草樹(Grass Tree)

由現存的竹演化而成。隨風飄散的種子是銀蜘蛛飼養波格鼠的食草。
- 銀蜘蛛(Silver Spider)

巨大的社會性蜘蛛，一個團體中存在複數的蛛后。在高原峽谷間合力編織紫外線光澤的網，收集草樹種子以飼養波格鼠。
- 波格鼠(Poggle)

地球上最後的哺乳類動物，是銀蜘蛛豢養的食用牲畜。

### 二億年後
在最後的大規模滅絕後，只有少數生命形式倖存下來。他們擺脫舊世界的競爭壓力，演變為遠超乎人類所能想像的新型態。此時全球的大陸板塊在緩慢飄移下重新聚合再一起，產生名為「新盤古大陸」，又名「新世界大陸」的超大陸與覆蓋全世界的「環球海洋」。

#### 環球海洋
環球海洋非常广阔，其中心离最近的海岸也有16000公里之遥。前一次大灭绝将海洋中的生命彻底摧毁。基本上所有的硬骨鱼类都已不复存在，它们原先占据的所有生态位留下一片空白。
- 銀殼蝦(Silverswimmers)

由現存的甲殼綱生物演化而成，取代硬骨魚類原有的海洋棲位，發展出幼體性成熟與多樣化的種類，是環球海洋繁衍最旺盛的生物。
- 海洋翼飛魚(Ocean Flish)

由現存的硬骨魚演化而成。鰭肢演化為具肌肉與關節的翼，逐漸脫離海洋，取代過去海鳥的生態棲位，成為天空主宰。
- 彩虹魷(Rainbow squid)

由現存的魷魚演化而成。身長可達25公尺，並具有高度智力，可自由操控色素細胞以誘捕翼飛魚、求偶或躲避螢光鯊的攻擊。
- 螢光鯊(Sharkopath)

由現存的鯊魚演化而成，是演化最成功的掠食者。為了在浩瀚、獵物罕見的環球海洋生存，發展出以生物光與同伴聯繫的能力，團體狩獵巨大的彩虹魷。

#### 中央沙漠
板块构造力量将所有的大陆合为一体，形成一个单一的超级大陆。大陆中央是漫漫沙漠，昼夜温差可达50多度。更重要的是，云层在进入偏远的内陆前早已被驱散，因此，沙漠可能数百年也不会下雨。那里的水分全都来自泉水，而这些泉水来源于庞大的石灰岩地下溶洞。
- 泰拉蟲(Terabyte)

由現存的白蟻演化而成。高度社會化昆蟲，分為繁衍後代的蟻后，行動力高的搬運蟻及負責戰鬥卻沒有腳，由搬運蟻運送的兵蟻。
在中央沙漠中築起巨大的蟻丘，靠著獵捕園藝蟲取得藻類，並在蟻穴中加以培養，作為蟻群的食物。
- 園藝蟲(Garden Worm)

多毛綱生物。與身上的藻類共生，不須進食，而是透過藻類的光合作用獲取維生養分。
- 黏結蟲(Slickribbon)

多毛綱生物，長約一公尺，生存於沙漠地表下的地下水層，以可延伸的下顎捕食獵物。
- 暗黑蟲(Gloomworm)

多毛綱生物，棲息在水平面上，藉以躲避掠食者的攻擊。

#### 雨影沙漠
两亿年后，比人类时代的飓风强劲50%的超级飓风终年肆虐于超级大陆的东海岸。然而，位于东南地区的巨型山脉，比安第斯山脉还要高10%，却造就了一具炎热的沙漠，其大小和今天的非洲相当。那里的气候极其炎热，那里的动物不得不学会如何储存水分，以及如何长途跋涉尋找食物。除了造成巨大的破坏之外，超级飓风还为沙漠提供了重要的食物来源──它们定期席卷海洋生物。
- 喧囂甲蟲(Bumblebeetle)

鞘翅目昆蟲。身體內積存大量脂肪，用於高速飛行消耗的熱量來源；成蟲僅有一天的壽命，唯一的生存目的就是尋找被暴風吹到沙漠中的海洋翼飛魚屍體，並在上面產下幼蟲(陰森蟲)。
具備幼體性成熟，棲息於同屍體上的雌陰森蟲與雄蟲交配後迅速成長，吃掉其他陰森蟲後羽化成蟲，飛離尋找下一具屍體。
- 沙漠跳蝸(Desert Hopper)

由現存的蝸牛演化而成。角質化的鱗片包覆全身，以減少體內水分蒸發，並以跳躍的方式在滾燙的沙漠中移動。靠著特化的齒舌攫取堅韌的沙漠植物。
- 捕蟲瓶草(Deathbottle)

由現存的食蟲植物演化而成。獵捕沙漠跳蝸為食，並以酷似翼飛魚屍體的外表欺騙喧囂甲蟲代其授粉。

#### 北方森林
在超级大陆的西北角，有一片广袤繁盛的热带雨林绵延数千公里。大气的全球循环为这里带来西风带，降雨总是连绵不绝。由于雨量充沛、空气充满二氧化碳和温暖的全球气候，这里的森林格外繁荣昌盛，从而孕育了许多千奇百怪的生命形态。生活于此的每位居民都必须能够适应这里的潮湿环境，只有少数特别的植物才能够得以生存。
- 叢林翼飛魚(Forest Flish)

蜂鳥狀的魚類，已能完全離開海洋，在森林裡如鳥類一般生活。
- 地衣樹(Lichen Tree)

由現存的地衣演化而來，由於濕氣足夠，地衣樹得以長到3（9.8英尺）高。
- 巨陸魷魚(Megasquid)

由現存的頭足綱生物演化而成。巨大的陸生雜食性魷魚，是沼澤章魚的遠親，身高可達五公尺，體重可達8噸。八隻觸手演化為粗壯的行走足，利用兩隻細長靈活的捕捉足取食水果或小型動物。為在叢林裡溝，通額頭前方演化出巨大的發聲器官，由漏斗管和巨大的共振腔轉變而成；遭滑溜菌入侵的個體在發聲時會將體內的菌體噴出。
- 滑溜菌(Slithersucker)

由現存的黏菌演化而成。橘黃色的微生物群。攀附在樹枝上，沿著樹枝形成擺盪的黏液，捕食不慎觸網的叢林翼飛魚。會藉由偽裝成果實進入巨陸魷魚體內，並入侵腦部控制巨陸魷魚的行動，以此遷移傳播。
- 捷樹魷(Squibbon)

與巨陸魷魚一樣屬於陸生頭足綱生物，利用觸手在林間擺盪穿梭。大腦發達，懂得團體合作與利用工具，是繼人類之後最有可能發展文明的生物。

## 劇集列表
| 集數 | 英文標題                | 中文標題         | 時間          | 上映時間  |
| ---- | ----------------------- | ---------------- | ------------- | --------- |
| 1    | "Welcome to the Future" | 歡迎來到未來     | （劇集概覽）  | 2002/4/2  |
| 2    | "Return of the Ice"     | 冰河再臨         | 距今500萬年後 | 2002/4/9  |
| 3    | "The Vanished Sea"      | 消失的海洋       | 距今500萬年後 | 2002/4/16 |
| 4    | "Prairies of Amazonia"  | 亞馬遜大草原     | 距今500萬年後 | 2002/4/23 |
| 5    | "Cold Kansas Desert"    | 堪薩斯的寒冷沙漠 | 距今500萬年後 | 2002/4/30 |
| 6    | "Waterland"             | 水世界           | 距今1億年後   | 2002/5/7  |
| 7    | "Flooded World"         | 被淹沒的世界     | 距今1億年後   | 2002/5/14 |
| 8    | "Tropical Antarctica"   | 熱帶南極         | 距今1億年後   | 2002/5/21 |
| 9    | "The Great Plateau"     | 廣大的高原       | 距今1億年後   | 2002/5/28 |
| 10   | "The Endless Desert"    | 無盡的沙漠       | 距今2億年後   | 2002/6/4  |
| 11   | "The Global Ocean"      | 覆蓋全球的海洋   | 距今2億年後   | 2002/6/11 |
| 12   | "Graveyard Desert"      | 沙漠墳場         | 距今2億年後   | 2002/6/18 |
| 13   | "The Tentacled Forest"  | 充滿觸手的森林   | 距今2億年後   | 2002/6/25 |

## 顧問團隊
本節目的顧問團隊成員多為著名的生物學家、生物力學家、氣候學家與地質學家。
- Robert McNeill Alexander
- Dougal Dixon
- Stephen Palumbi
- Richard Fortey
- William F. Gilly
- Letitia Aviles
- Phillip Currie
- Stephen Harris
- Mike Linley
- Roy Livermore
- Karl Niklas
- Jeremy Rayner
- Bruce Tiffney
- Paul Valdes